# 미겔 알레만 발데스
미겔 알레만 발데스 (Miguel Alemán Valdés, 1900년 9월 29일 ~ 1983년 5월 14일)는 1946년부터 1952년까지 멕시코의 대통령이었다.

## 생애
알레만은 베라크루스주에 있는 사율라에서 미겔 알레만 곤잘레스 장군과 토마사 발데스 레데스마의 아들로 태어났다. 어렸을 때, 그는 그의 아버지의 (이전의 혁명주의 장군) 신념 때문에 그의 고향에 있는 학교에 다니지 못했지만, 대신에 다른 지역에서 공부했다. 그는 1920년부터 1925년까지 멕시코 시티에 있는 국립예비학교에 다녔으며, 그 후 1928년까지 국립 법학교에 출석하면서, 노동자들 사이에 직업병과 사고에 관련한 그의 이론으로 법학위를 완료했다. 성공한 변호사로서, 최초의 실제는 규폐증으로부터 고통을 겪는 광부들을 대변하는 것이었다. 그는 회사에 반하는 노동자들을 변호하여 두 번의 주목할만한 승리를 거두었다. 첫 번째는 혁명 전투에서 죽임을 당한 철도 노동자들의 식솔을 위하여 보상을 받아주는 것이었다. 두 번째는 일하면서 부상을 입은 광부들을 위하여 보상금을 얻는 것이였으며이로 인해 멕시코의 노동조합의 호감을 얻게 되었다.
멕시코 혁명당 (제도혁명당의 초기 명칭)을 대표하여, 그는 1934년부터 1936년까지 베라크루스주의 상원의원으로 일했다. 베라크루스 주의 주지사로 선출된 만리오 파비오 알타미라노가 암살되었을 때, 알레만은 1936년부터 1939년까지 베라크루스 주지사로서 재임할 것을 임명받았다. 그는 아빌라의 대통령 선거 운동을 지휘한 뒤, 1940년부터 1945년까지 마누엘 아빌라 카마초 하에서 내무부 장관으로서 일했다. 1946년에 알레만은 제도혁명당의 후보로서 대통령에 출마했으며, 그 해 7월 7일에 열린 선거에서 당선되면서 최초의 민간인 후보자인 전 외교부 장관 에세키엘 파딜라를 패배시켰다. 그는 1946년 12월 1일에 공화국의 대통령으로서 취임했으며, 1952년까지 재임했다.
1961년에, 그는 국립 관광 위원회의 의장으로 임명되었으며 멕시코에 1968년 하계 올림픽을 가져오는데 있어 영향을 끼쳤다.

## 대통령 시절
대통령으로서, 알레만은 산업 계발을 추구하면서, 멕시코 철도망의 확장을 증가시켰고, 고속도로를 증설했으며, 수많은 학교를 지었다. 1947년에 이것을 이루기 위해, 그는 미국으로부터 많은 차관을 양도했다. 알레만은 미국을 방문한 최초의 멕시코 대통령이 되었으며 그와 미국 대통령 해리 S. 트루먼은 워싱턴 D.C.에서 600,000만여 명의 지지자들을 매혹시켰던 퍼레이드에 참여했다.. 그는 또한 관개와 농업을 광범위하게 일으키면서, 쌀, 설탕, 바나나, 커피, 귀리, 파인에플의 국가적 생산량을 크게 확장시켰다. 1951년에 레르마 강의 물줄기 전환을 완성하면서, 멕시코 시티의 물 공급 문제를 종식시켰다.. 그는 구제역의 출현을 직면했으며 병을 억누르기 위해 수천의 가축을 도살했다. 그는 그의 임기 동안 여성에게 시의원 선거에 투표할 수 있는 권리를 주었으며, 1952년에 바하칼리포니아를 주 지위로 격상시켰다. 국제적으로, 그는 일본, 독일, 이탈리아와 평화 협정에 서명했으며, 파키스탄과 인도 사이에 휴전을 하는데 있어 관여하였으며, 브라세로 프로그램 의 성과로 미국과 함께 일했다. 만연하는 정치부패와 정실 자본주의가 그의 정부를 더럽혔으며 이것은 현재까지 멕시코에 정치 관계와 재벌을 형성하게 했다.
그는 아카풀코 시의 계발과 지원에 있어 중대한 역할을 수행했으며, 현재 멕시코와 라틴 아메리카에 있어 주요한 관광지 중 하나로 전 세계에 널리 알려져있다.

## 같이 보기
- 제도혁명당
- 멕시코의 국가원수 목록

## 참고
1. ↑  Current Biography 1946 Yearbook, p9
2. ↑  Id.
3. ↑  Lic. Miguel Alemán Valdés[깨진 링크(과거 내용 찾기)]
4. ↑  "Aleman Takes Oath Today, First Civilian Executive", San Antonio Express, Dec. 1, 1946, p12
5. ↑  "Aleman Greeted By Huge Throngs In Washington," AP Report, Joplin (Mo.) Globe, April 30, 1947, p1
6. ↑  "Water, Water Everywhere", TIME Magazine, September 17, 1951